# 안토시아니딘

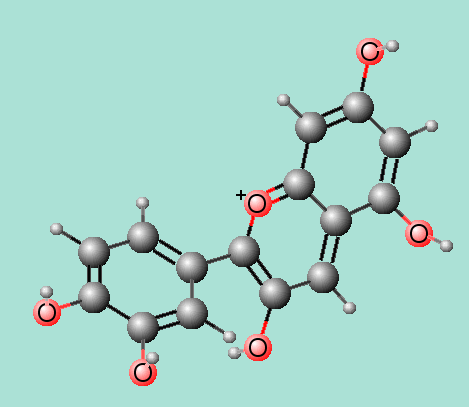
안토시아니딘 중 시아니딘의 입체 분자 구조

안토시아니딘(영어: anthocyanidin)은 일반적인 식물 색소로, 안토시아닌에 당이 결합한 것과 대응된다. 이들은 옥소늄 이온의 일종인 플라빌륨 양이온에 기초하며, 이들의 수소 원자를 대신하여 다양한 그룹이 대체된다. 이들은 보통 pH에 따라 색깔이 빨강에서 자주, 파랑, 그리고 청록으로 바뀐다.
안토시아니딘은 폴리메틴 염료 및 플라보노이드의 중요한 하위 분류 중 하나이다. 플라빌륨 양이온은 크로메닐륨 양이온의 2번 위치가 페닐기로 치환된 것이고; 크로메닐륨 (벤조피릴륨이라고도 함)은 피릴륨의 두 고리식 버전이다. 양전하는 분자 주위를 이동할 수 있다.
적어도 31개의 단량체 안토시아니딘이 살아있는 유기체에서 확인되었으며, 대부분 안토시아닌의 핵심 성분으로 파악되었다. 후자는 많은 과일 (포도 및 블루베리 등), 꽃 (장미 등), 잎 (적채 등), 심지어 덩이줄기 (무 및 열대둥근마 등)의 빨강, 자주, 파랑 또는 검은색을 담당한다. 이들은 일부 동물에서도 발견된다.

## 분류
루테올리니딘과 같은 3-디옥시안토시아니딘 그룹은 3번 탄소 자리에 하이드록시기가 없는 안토시아니딘의 한 그룹이다.
| 일부 안토시아니딘과 그들의 치환 | 일부 안토시아니딘과 그들의 치환 | 일부 안토시아니딘과 그들의 치환 | 일부 안토시아니딘과 그들의 치환 | 일부 안토시아니딘과 그들의 치환 | 일부 안토시아니딘과 그들의 치환 | 일부 안토시아니딘과 그들의 치환 | 일부 안토시아니딘과 그들의 치환 |
| ------------------------------- | ------------------------------- | ------------------------------- | ------------------------------- | ------------------------------- | ------------------------------- | ------------------------------- | ------------------------------- |
| 안토시아니딘                    | 기본 구조 (R4' = -OH)           | R3'                             | R5'                             | R3                              | R5                              | R6                              | R7                              |
| 아우란티니딘                    |                                 | −H                              | −H                              | −OH                             | −OH                             | −OH                             | −OH                             |
| 카펜시니딘                      | −OCH3                           | −OCH3                           | −OH                             | −OCH3                           | −H                              | −OH                             |                                 |
| 시아니딘                        | −OH                             | −H                              | −OH                             | −OH                             | −H                              | −OH                             |                                 |
| 델피니딘                        | −OH                             | −OH                             | −OH                             | −OH                             | −H                              | −OH                             |                                 |
| 유로피니딘                      | −OCH3                           | −OH                             | −OH                             | −OCH3                           | −H                              | −OH                             |                                 |
| 히르수티딘                      | −OCH3                           | −OCH3                           | −OH                             | −OH                             | −H                              | −OCH3                           |                                 |
| 말비딘                          | −OCH3                           | −OCH3                           | −OH                             | −OH                             | −H                              | −OH                             |                                 |
| 펠라고니딘                      | −H                              | −H                              | −OH                             | −OH                             | −H                              | −OH                             |                                 |
| 피오니딘                        | −OCH3                           | −H                              | −OH                             | −OH                             | −H                              | −OH                             |                                 |
| 페튜니딘                        | −OH                             | −OCH3                           | −OH                             | −OH                             | −H                              | −OH                             |                                 |
| 풀첼리딘                        | −OH                             | −OH                             | −OH                             | −OCH3                           | −H                              | −OH                             |                                 |
| 로시디닌                        | −OCH3                           | −H                              | −OH                             | −OH                             | −H                              | −OCH3                           |                                 |

## 자연 발생
대부분의 식물 안토시아닌은 각각 시아니딘 (30 %), 델피니딘 (22 %) 및 펠라고니딘 (18 %)을 기본으로 한다. 안토시아닌의 20%는 메틸화된 세 가지의 안토시아니딘(피오니딘, 말비딘, 그리고 페튜니딘)을 기본으로 한다.
안토시아닌 또는 안토시아니딘의 약 3%, 3%, 그리고 2%는 각각 3-데스옥시안토시아니딘, 보기 드문 메틸화된 안토시아니딘 및 6-하이드록시안토시아니딘으로 분류되었다.
선태식물에서 안토시아닌은 일반적으로 세포벽에 위치한 3-데스옥시안토시아니딘을 기본으로 한다. 새로운 안토시아니딘인 '리키오니딘 A'가 은행이끼(Ricciocarpos natans)로부터 분리되었다. 이것은 3-위치에서 6'-하이드록시기의 고리 닫힘을 겪은, 6,7,2',4',6'-펜타하이드록시플라빌륨으로부터 유래된다. 메탄올성 염산에서의 가시 스펙트럼은 494nm이다. 이 색소에는 '리키오니딘 B'가 동반되는데, 리키오니딘 A 두 분자가 3'- 또는 5'- 위치를 통하여 연결된 것으로 보인다. 두 가지 색소 모두 Marchantia polymorpha, Riccia duplex, Scapania undulata 의 우산이끼에서도 발견되었다.

## pH의 영향
안토시아니딘의 안정성은 pH에 의존한다. 낮은 pH(산성 조건)에서는 착색된 안토시아니딘이 존재하는 반면, 높은 pH(염기성 조건)에서는 무색의 칼콘 형태가 존재한다.

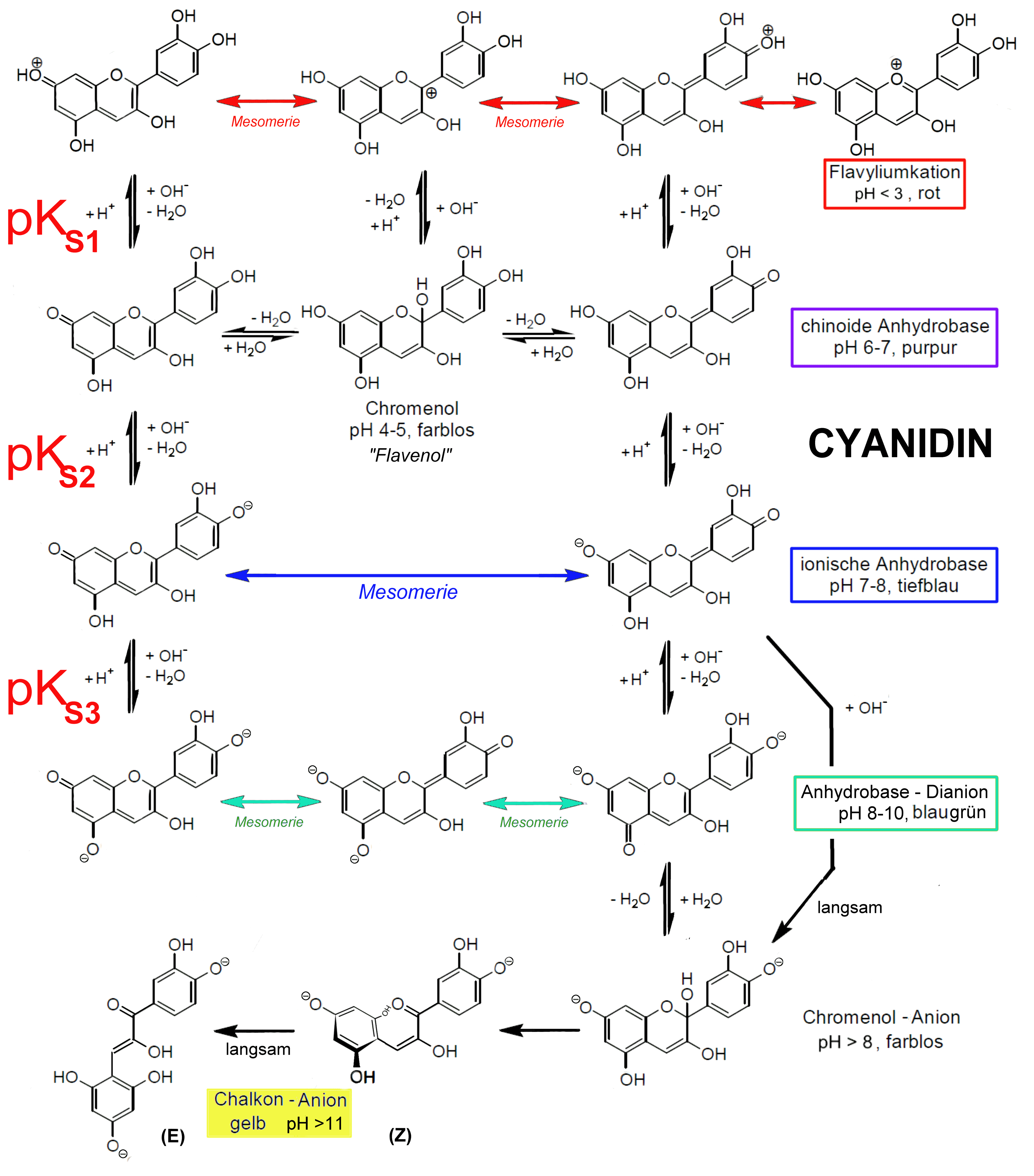
안토시아니딘의 안정성은 산성도에 의존한다.